# Julio Alberto González Sánchez
Julio Alberto González Sánchez (nacido el 19 de mayo de 1981, en Navia, Asturias) es un exjugador de baloncesto español, que ocupaba la posición de alero

## Trayectoria deportiva
Dio sus primeros pasos en el baloncesto, así como en el atletismo, en el Colegio Martínez Otero, en Foz. De ahí pasó a formar parte de la cantera del Baloncesto León, donde llegaría a debutar en ACB. Formó parte de la famosa generación de oro del baloncesto español, los júnior de oro comandados por Raúl López, Juan Carlos Navarro, Felipe Reyes, Antonio Bueno, Pau Gasol entre otros se consiguen proclamar campeones del mundo júnior en Lisboa en el año 1999. Julio Alberto tiene un papel testimonial dentro del grupo, después desarrollaría una solvente carrera en la categoría de plata del baloncesto español., competición de que es el segundo máximo anotador, solo detrás de Richi Guillén y el tercero que más partidos ha disputado, con 473.